# Белозвезда жълтогръдка
Белозвезда жълтогръдка (Pogonocichla stellata) е вид птица от семейство Muscicapidae, единствен представител на род Pogonocichla.

## Разпространение
Видът е разпространен в Бурунди, Замбия, Зимбабве, Демократична република Конго, Кения, Малави, Мозамбик, Руанда, Судан, Свазиленд, Танзания, Уганда, Южна Африка и Южен Судан.